# Larryleachia
Genre
Synonymes
- Leachia Plowes
- Leachiella Plowes

Larryleachia est un genre de plantes succulentes de la sous tribu des Stapeliinae, dans la famille des Apocynaceae.

## Liste des espèces
Selon l'Illustrated Handbook of Succulent Plants :
- Larryleachia cactiformis (Hooker) Plowes
- Larryleachia marlothii (N.E. Brown) Plowes
- Larryleachia perlata (Dinter) Plowes
- Larryleachia picta (N.E. Brown) Plowes
- Larryleachia sociarum (A.C.White & B.Sloane) Plowes
- Larryleachia tirasmontana (Plowes) Plowes

## Taxonomie
Le genre a été décrit par Darrel C.H. Plowes et publié dans son Dictionnaire des Sciences Naturelles (Deuxième édition) 17 : 5. 1996.
Des études phylogénétiques ont montré que ce genre était monophylétique et très étroitement lié aux genres Richtersveldtia et Notechidnopsis. Une branche sœur de genres apparentés, dont Lavrania et Hoodia, est légèrement plus éloignée.